# Werner Sanne
Werner Otto Sanne (* 5. April 1889 in Berlin; † 26. September 1952 im Lager Krasnopol) war ein deutscher Generalleutnant im Zweiten Weltkrieg.

## Leben
Sanne trat am 20. Juni 1908 als Offiziersanwärter in das Infanterie-Leib-Regiment „Großherzogin“ (3. Großherzoglich Hessisches) Nr. 117 ein und wurde am 16. Juni 1910 zum Leutnant befördert. Bis 1914 wurde er als Adjutant im III. Bataillon verwendet. Mit Ausbruch des Ersten Weltkriegs erfolgte seine Beförderung zum Oberleutnant. Mit seinem Regiment kam er an die Westfront. Dort wurde er zunächst als Adjutant beim Generalkommando 54 verwendet. Nach seiner Beförderung zum Hauptmann am 18. Oktober 1917 war er im Regimentsstab tätig und wurde nach Kriegsende in die Reichswehr übernommen. Man setzte Sanne bis 1926 im Stab des Infanterieführers V der 5. Division in Stuttgart ein. Danach übernahm er als Chef die 10. Kompanie des 5. (Preußisches) Infanterie-Regiments. Mit seiner Beförderung zum Major am 1. Dezember 1930 erfolgte seine Versetzung in den Stab des 14. Reiter-Regiments nach Ludwigslust.
Oberstleutnant (seit 1. Mai 1934) Sanne übernahm am 15. Oktober 1935 das neu aufgestellte Infanterie-Regiment 57 in Siegen und wurde am 1. April 1936 zum Oberst befördert. Über den Beginn des Zweiten Weltkriegs hinaus hatte er bis zum 2. Februar 1940 das Kommando über das Regiment. Am 1. April 1940 wurde er Generalmajor. Bis 6. Mai hatte er das Kommando über die 193. Infanterie-Division und übernahm dann bis 1. November 1940 die 34. Infanterie-Division.
Sanne war vom 10. Dezember 1940 bis 31. Januar 1943 Kommandeur der 100. leichten Infanterie-Division/100. Jäger-Division. Am 1. April 1942 wurde er Generalleutnant. Er kämpfte in der Schlacht von Stalingrad und war einer der letzten Offiziere, die sich im dortigen Kaufhaus Univermag den sowjetischen Streitkräften ergaben. Sanne verstarb am 26. September 1952 in Kriegsgefangenschaft.
Von Zeitzeugen wurde er als besonders gnadenloser Offizier beschrieben, der seine Soldaten immer wieder in das Gefecht trieb und die ungeheuren Verluste seiner Einheit auf die Kälte zurückführte.

## Auszeichnungen
- Eisernes Kreuz (1914) II. und I. Klasse[1]
- Verwundetenabzeichen (1918) in Schwarz[1]
- Hessische Tapferkeitsmedaille[1]
- Friedrich-August-Kreuz II. und I. Klasse[1]
- Österreichisches Militärverdienstkreuz III. Klasse mit Kriegsdekoration[1]
- Spange zum Eisernen Kreuz II. und I. Klasse
- Deutsches Kreuz in Gold am 19. Dezember 1941
- Ritterkreuz des Eisernen Kreuzes am 22. Februar 1942
- Orden vom Eisernen Dreiblatt I. Klasse